# Marblebog
A Marblebog magyar black metal/ambient együttes. 1998-ban alakultak meg Miskolcon, később áttették székhelyüket Budapestre. 2010-ben feloszlottak, de 2014-ben újraalakultak.

## Tagjai
- Varga Gábor - ének, gitár, basszusgitár, billentyűk (1998-2010, 2014-)

## Korábbi tagok
- Khrul - dob (2003, 2007)
- Gelal - dob (2004)
- Caseres Balázs - dob (2007-2009)
- Zselencz Gábor - basszusgitár (2009-2010)
- Winterheart - dob (2009-2010)

## Diszkográfia
- Marblebog / Shadowthrone (split lemez, 2002)
- Arhat (demó, 2002)
- Marblebog / Verdeleth (split lemez, 2003)
- Hadak útján / Ermitus (split lemez, 2004)
- Csendhajnal / Silencedawn (album, 2004)
- Forestheart (album, 2005)
- Wind of Moors (album, 2005)
- Draugurz / Marblebog (split lemez, 2005)
- Deep Horizons of Eternity (split lemez, 2007)
- Isenheimen / Abyss Calls (split lemez, 2008)
- Wanderings (split lemez, 2008)
- Marblebog / Hexenwood (split lemez, 2009)
- Live in Chicago (koncertalbum, 2009)
- Nostalgic Moods (válogatáslemez, 2011)
- Bilskimir / Marblebog (split lemez, 2013)